# فرودگاه نیسان آیلند
 فرودگاه نیسان آیلند (به انگلیسی: Nissan Island Airport) یک فرودگاه است . این فرودگاه در کشور پاپوآ گینه‌نو قرار دارد .